# Đinh Văn Sang
Đinh Văn Sang là kiểm sát viên cao cấp người Việt Nam. Ông từng giữ chức vụ Viện trưởng Viện kiểm sát nhân dân tỉnh Long An.

## Tiểu sử
Đinh Văn Sang là Đảng viên Đảng Cộng sản Việt Nam.
Từ tháng 4 năm 2012 đến tháng 9 năm 2019, Đinh Văn Sang là Viện trưởng Viện kiểm sát nhân dân tỉnh Long An.
Ngày 15 tháng 10 năm 2015, tại Đại hội đại biểu Đảng bộ tỉnh Long An khóa 10 nhiệm kì 2015-2020, Đinh Văn Sang được bầu vào Ban Chấp hành Đảng bộ tỉnh Long An khóa 10 nhiệm kì 2015-2020.
Ngày 3 tháng 4 năm 2016, Đinh Văn Sang được bổ nhiệm chức danh kiểm sát viên cao cấp.
Tháng 5 năm 2018, Đinh Văn Sang là Tỉnh ủy viên, Bí thư ban cán sự Đảng CSVN VKSND tỉnh Long An, Viện trưởng VKSND tỉnh Long An.
Chiều ngày 8 tháng 11 năm 2019, Viện kiểm sát nhân dân tỉnh Long An đã công bố các quyết định của Viện kiểm sát nhân dân tối cao về công tác cán bộ. Theo đó, ông Đinh Văn Sang được quyết định thôi giữ chức vụ Viện trưởng Viện kiểm sát nhân dân tỉnh Long An để nghỉ hưu hưởng chế độ bảo hiểm xã hội theo quy định kể từ ngày 1 tháng 11 năm 2019; cũng từ ngày này, Phó Viện trưởng Nguyễn Công Pha sẽ được giao chức vụ Phó Viện trưởng phụ trách. Tính đến khi nghỉ hưu, ông có hơn 43 năm phục vụ ngành kiểm sát tỉnh Long An.